# قوشخانه علیا
قوشخانه علیا، روستایی از توابع بخش تخت سلیمان شهرستان تکاب در استان آذربایجان غربی ایران است.

## جمعیت
این روستا در دهستان چمن قرار دارد و براساس سرشماری مرکز آمار ایران در سال ۱۳۸۵، جمعیت آن ۲۱ نفر (۵ خانوار) بوده‌است.